# Râul Mogoșu, Geoagiu
Râul Mogoșu este un curs de apă, afluent al râului Geoagiu. 

## Hărți
- Harta Munții Apuseni
- Harta Județul Alba
- Harta Munții Trascău  Arhivat în 11 octombrie 2008, la Wayback Machine.